# Психолог по потреблению
Психолог по потреблению (Consumer Psychologist) — специалист, занимающийся анализом человеческого поведения и мотиваций (эмоционально-психологических причин) в потреблении конкретного продукта или услуги. Работа психолога по потреблению дает маркетологам и рекламистам профессиональные психологические знания, чтобы обеспечить «продающий» эффект в рекламных и других маркетинговых коммуникациях и создать в потребителе психологический стимул к покупке.
Результатом работы психолога по потреблению является:
- выявление глубинных эмоционально-психологических факторов (стимулов), присутствующих в человеке и способствующих потреблению конкретного товара или услуги. В то же время человек неосознанно ищет такие факторы в товаре/услуге для получения максимального удовлетворения от покупки;
- рекомендации по внедрению таких стимулов в маркетинговые инструменты (маркетинг-микс) организации;
- тестирование разработанных на основе таких стимулов маркетинговых инструментов на эффективность воздействия на потребителя.

В отличие от маркетинговых исследований, которые предоставляют набор статистических данных или субъективные мнения респондентов, психолог по потреблению проводит диагностическую работу с потребителем. Это позволяет узнать потребителя таким, какой он есть на самом деле, а не таким, каким хочет казаться, и прогнозировать будущее поведение потребителя. Результатом работы психолога по потреблению является построение эмоционально-психологических схем воздействия на потребителя, готовых для использования в маркетинговых инструментах. Это достигается применением эмпирических методов поиска решений. Объективность обеспечивается применением методов используемых в психологии, психиатрии и психоанализе, которые позволяют снять защитные механизмы респондентов.
Редкая профессия. В РФ специалистов практически нет. Требует многоступенчатого образования, обширной практики, масштабного кругозора. Сотрудничество с таким специалистом обеспечивает компании рост продаж, удовлетворение потребителей, существенное сокращение издержек (на неработающие маркетинговые инструменты).